# Staw przy ul. Kaczeńcowej w Krakowie
Staw przy ulicy Kaczeńcowej – użytek ekologiczny znajdujący się w Krakowie w dzielnicy XVI Bieńczyce przy ul. Kaczeńcowej. Utworzony został uchwałą nr XXXI/405/07 Rady Miasta Krakowa z 19 grudnia 2007 roku. Obejmuje niewielki zbiornik wodny wraz z otoczeniem, położony w dolinie rzeki Dłubni, a będący częścią jednej z dłubniańskich młynówek. Całość ma powierzchnię 0,82 ha.
Użytek utworzono dla ochrony ekosystemu, będącego siedliskiem chronionych gatunków zwierząt. W jego obrębie stwierdzono wiele gatunków ssaków, 23 gatunki ptaków związanych z siedliskiem zbiornika wodnego i jego otoczeniem, m.in. łabędź niemy, kilka gatunków płazów (głównie żaby), wiele gatunków owadów, w tym 14 gatunków motyli. W stawie występują ryby np. karaś srebrzysty.

Wokół stawu rośnie kilkadziesiąt starych drzew m.in. kasztanowiec biały (z których 10 jest pomnikami przyrody) o obwodach w pierśnicy: 168 cm, 231 cm, 230 cm, 275 cm, 295 cm, 206 cm, 294 cm, 232 cm, wpisane do rejestru w 2003 roku (stan na 2020 rok). Nad stawem był jeszcze jeden pomnik przyrody – wiąz szypułkowy, który obumarł i w 2015 roku zniesiono ochronę pomnikową tego drzewa. Ze względu na to, że przestrzeń podkorowa jest zasiedlona przez nocka rudego, zdecydowano o pozostawieniu drzewa, z jednoczesnym usunięciem konarów zagrażających bezpieczeństwu przechodniów.

## Galeria

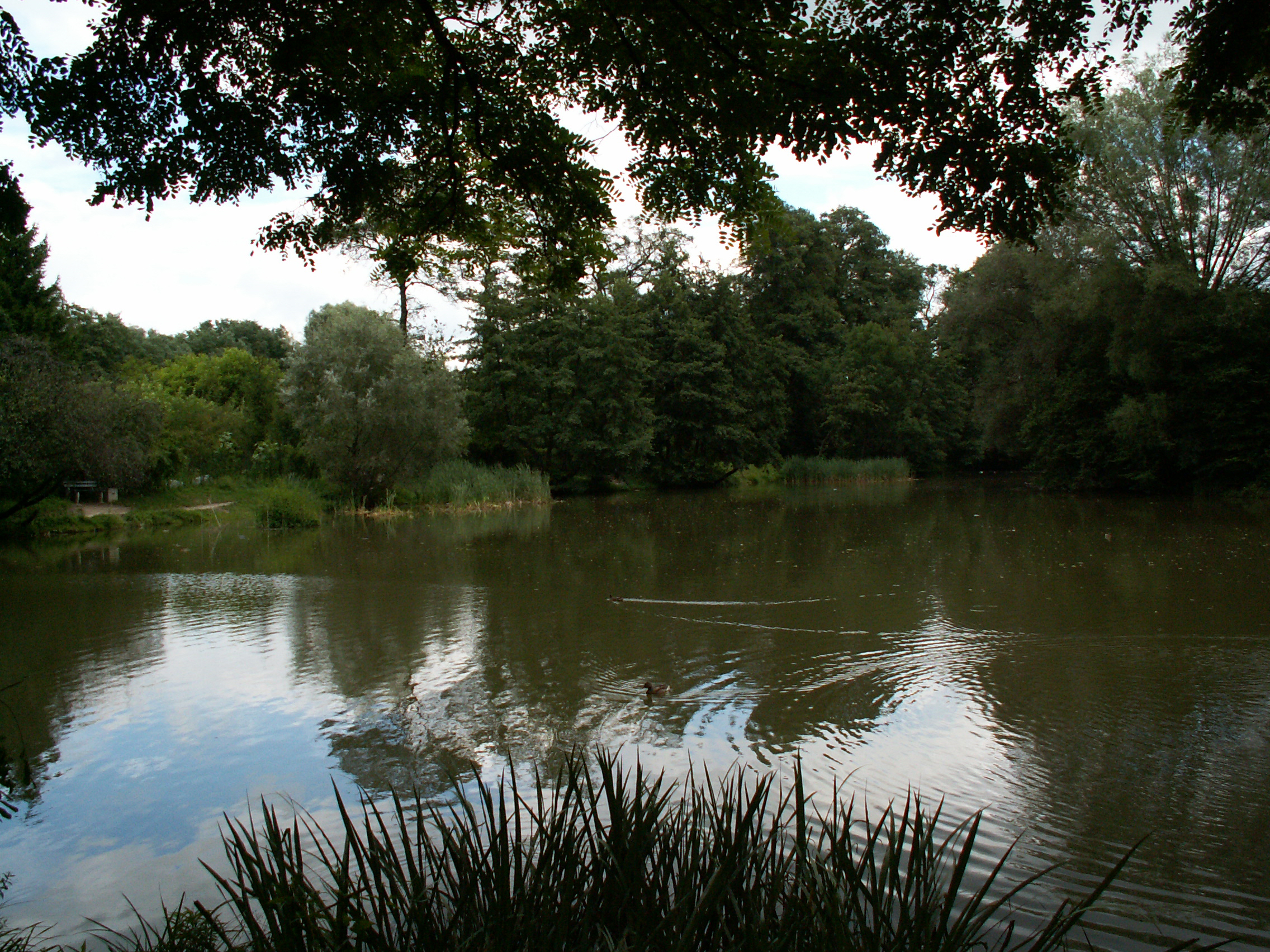
Widok ogólny
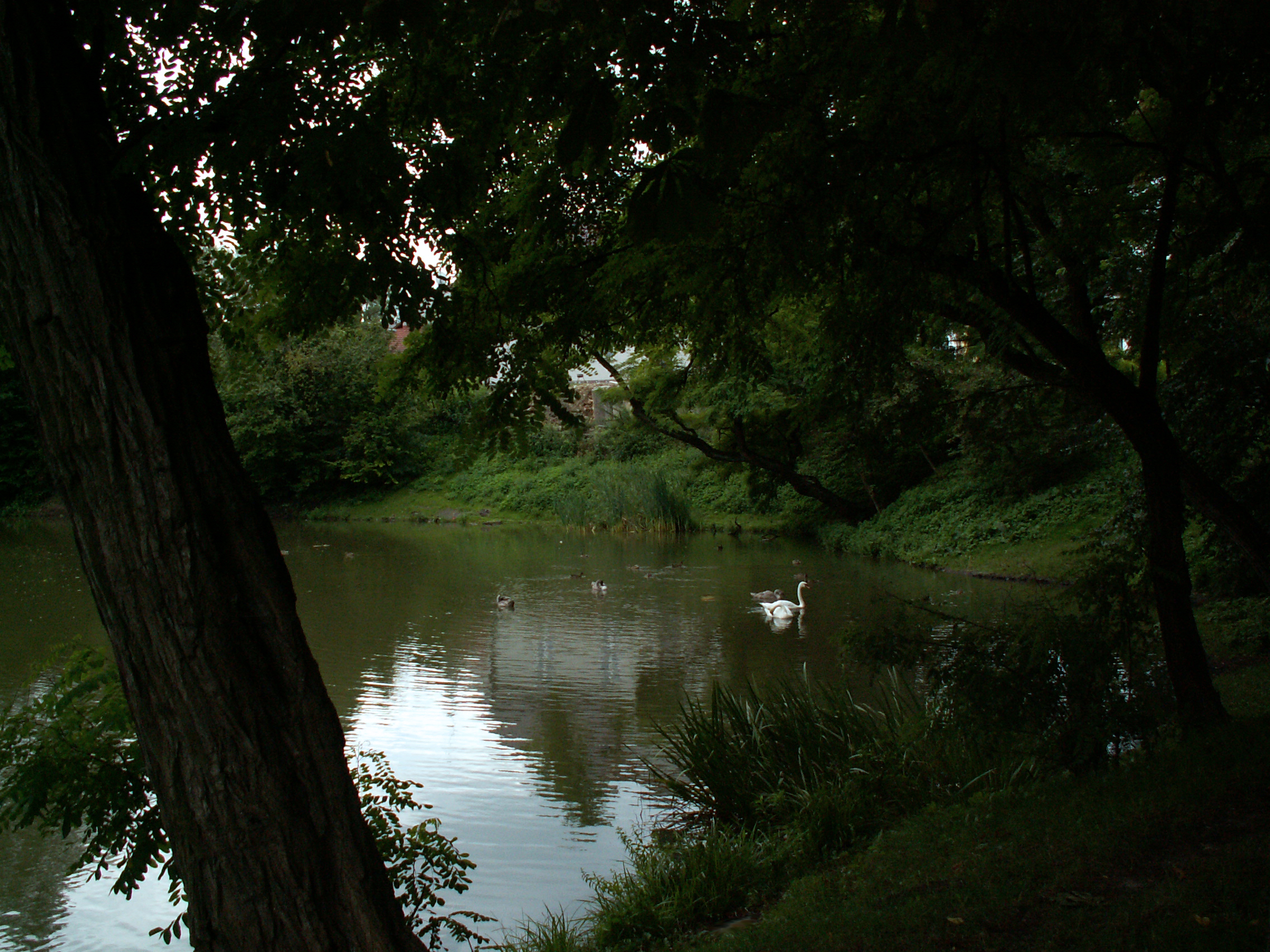
Staw jest siedzibą rodziny łabędzi
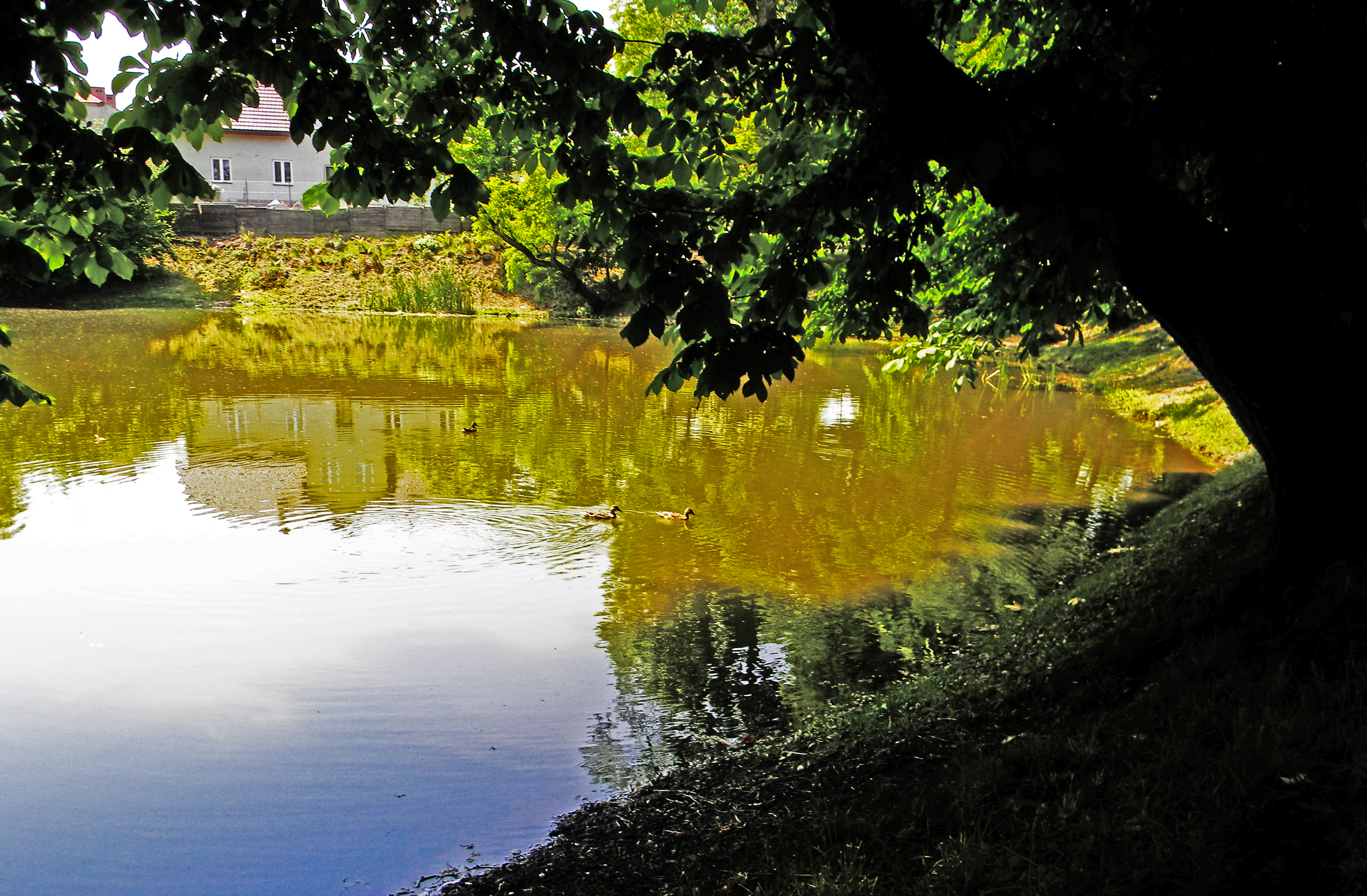
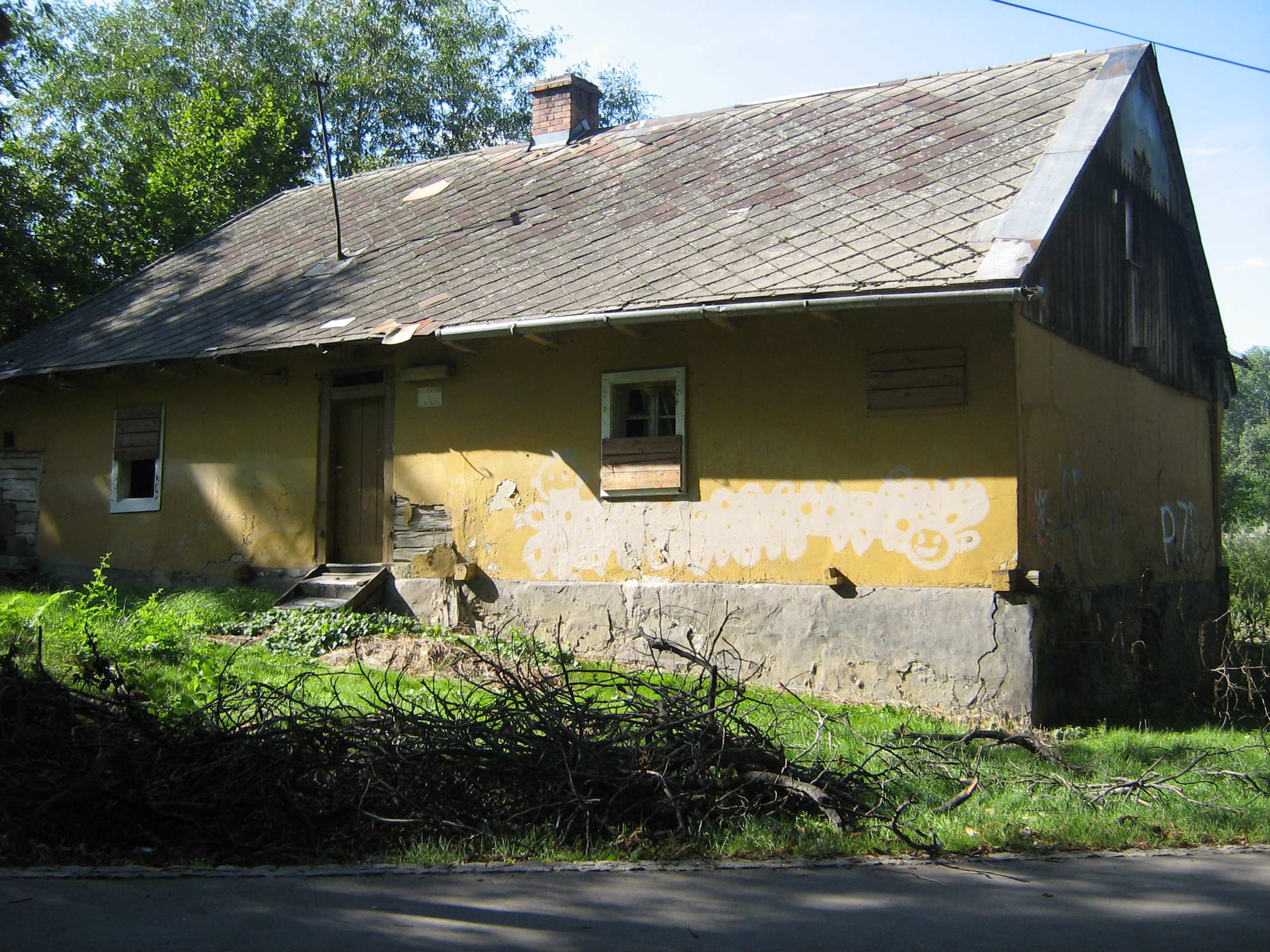
Dom przy ul. Kaczeńcowej 3
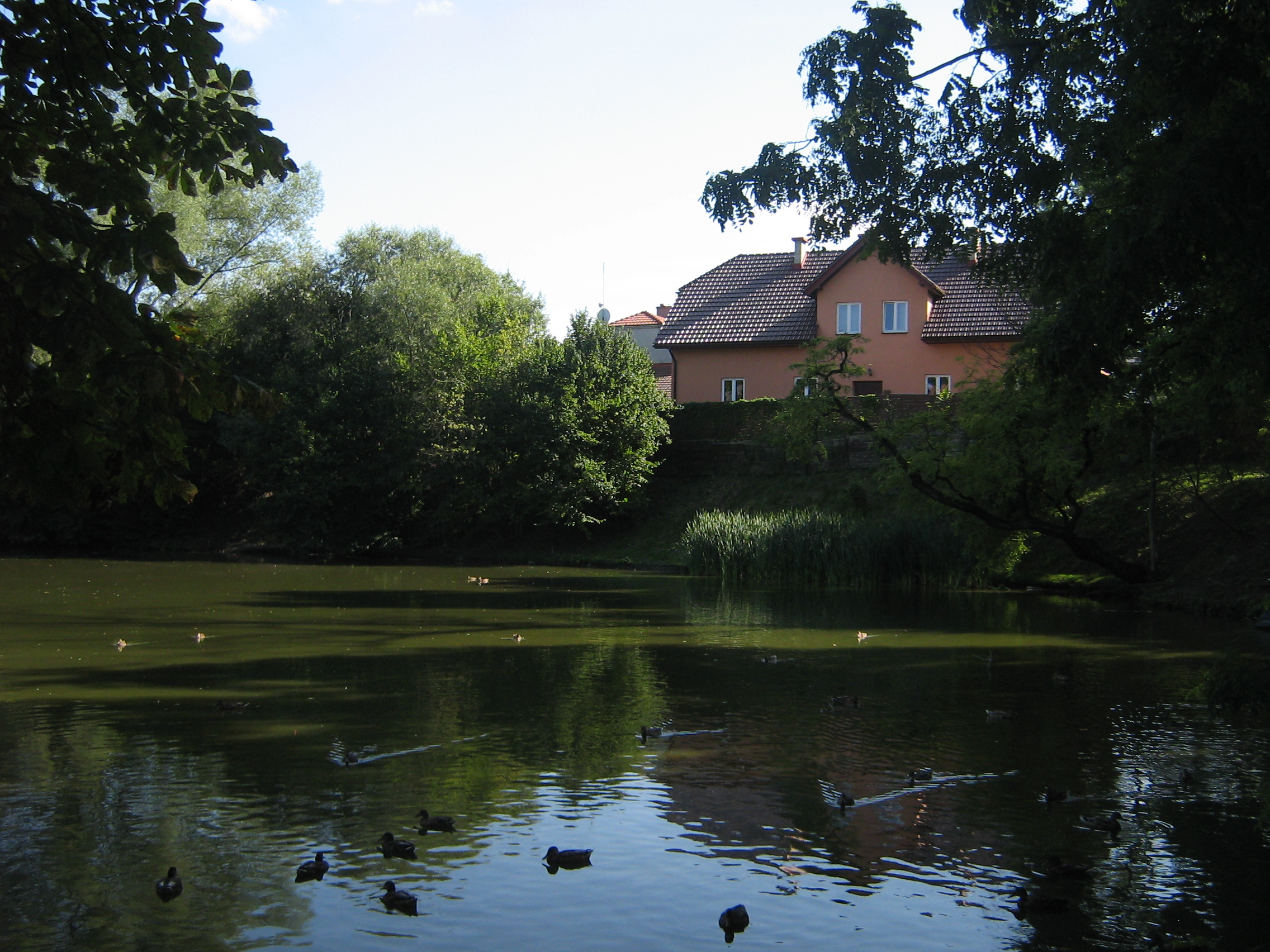
Staw i dwór
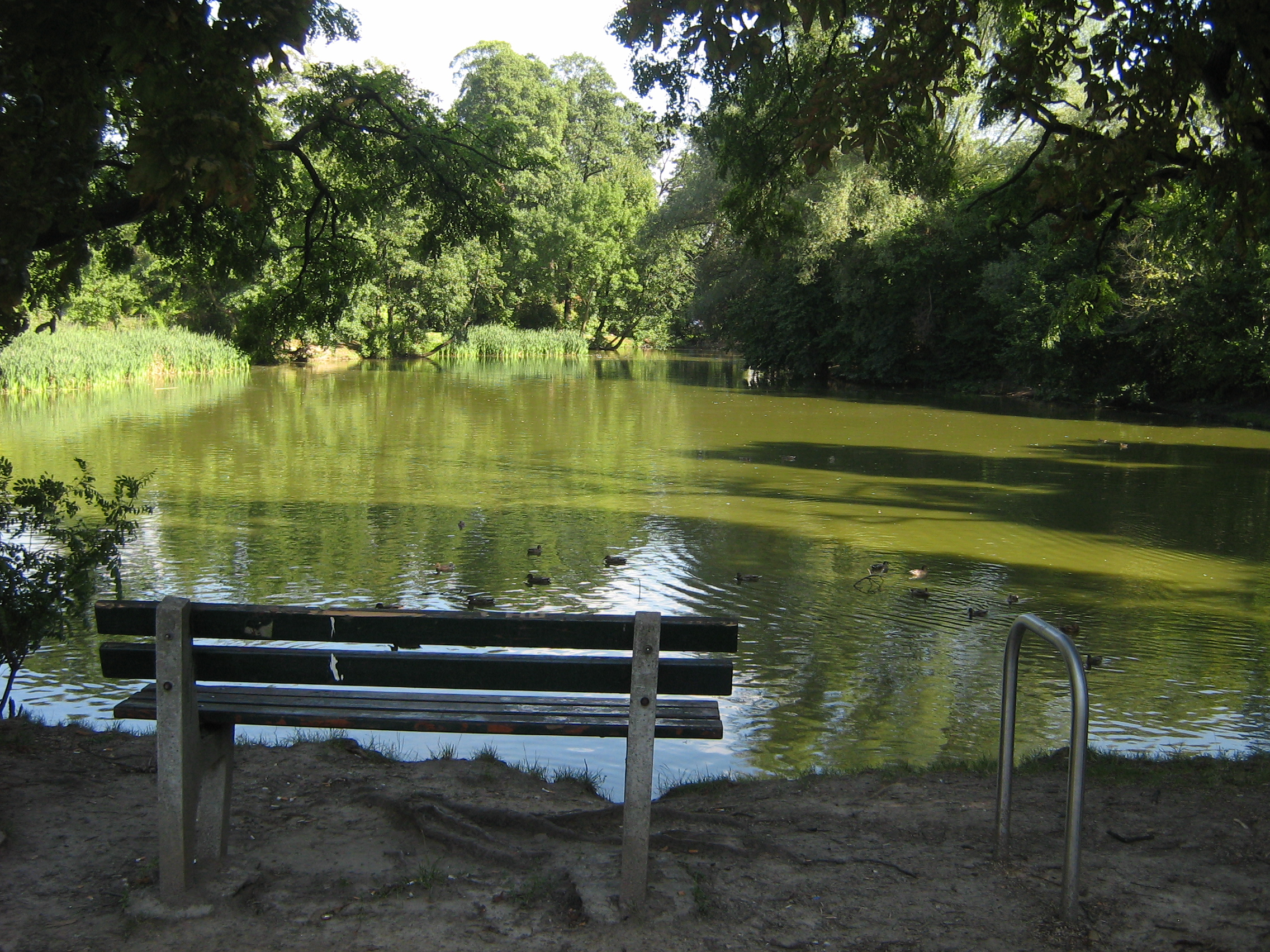